# Condado de Camden (Nueva Jersey)
El condado de Camden (en inglés; Camden County), fundado en 1844, es un condado del estado estadounidense de Nueva Jersey. En el año 2010 tenía una población de 513 657 habitantes con una densidad poblacional de 884 personas por km². La sede del condado es Camden.

## Geografía
Según la Oficina del Censo, el condado tiene un área total de 589 km² (227,4 mi²), de la cual 576 km² (222,4 mi²) es tierra y 14 km² (5,4 mi²) (2,32%) es agua.

### Condados adyacentes
- Condado de Burlington (noreste)
- Condado de Atlantic (sureste)
- Condado de Gloucester (suroeste)
- Filadelfia (Pensilvania) (noroeste)

## Demografía
En el 2000 la renta per cápita promedia del condado era de $48 097, y el ingreso promedio para una familia era de $57 429. En 2000 los hombres tenían un ingreso per cápita de $41 609 versus $30 470 para las mujeres. El ingreso per cápita para el condado era de $22 354 y el 10,4% de la población estaba bajo el umbral de pobreza nacional.

## Localidades

### Ciudades
Camden |
Gloucester

### Boroughs
Audubon |
Audubon Park |
Barrington |
Bellmawr |
Berlin |
Brooklawn |
Chesilhurst |
Clementon |
Collingswood |
Gibbsboro |
Haddon Heights |
Haddonfield |
Hi-Nella |
Laurel Springs |
Lawnside |
Lindenwold |
Magnolia |
Merchantville |
Mount Ephraim |
Oaklyn |
Pine Hill |
Pine Valley |
Runnemede |
Somerdale |
Stratford |
Tavistock |
Woodlynne

### Municipios
Berlin |
Cherry Hill |
Gloucester |
Haddon |
Pennsauken |
Voorhees |
Waterford |
Winslow

### Lugares designados por el censo
Ashland |
Barclay |
Blackwood |
Brookfield |
Cherry Hill Mall |
Echelon |
Ellisburg |
Kingston Estates |
Glendora |
Golden Triangle |
Greentree |
Springdale

### Áreas no incorporadas
Atco |
Blue Anchor |
Erial |
Kirkwood |
Sicklerville |
West Berlin